# Парк «Северный» (Хабаровск)
«Северный» — парк культуры и отдыха, находящийся в одноименном микрорайоне Краснофлотского района Хабаровска.

## История
В годы сталинских репрессий место, где сейчас расположен парк, использовалось силовыми ведомствами для расстрелов людей и дальнейшего захоронения. После войны местность переквалифицировали в стрельбище.
В позднесоветский период неиспользуемое стрельбище было любимым местом отдыха жителей нового микрорайона. В начале 1990-х годов место было распахано в «огород» ТОГУ. В 1995—1996 годах на этом месте возвели часовню Серафима Саровского, а в 2008-м — храм. Парком овраг стал в начале 2000-х годов, когда на его месте проложили дорожки и выкопали пруд. В 2012—2016 гг. в парке прошла реконструкция.

## Объекты (в парке и возле него)
- Главный корпус ТОГУ по улице Тихоокеанской
- Храм Серафима Саровского (на территории парка). Построен в 2003—2008 гг. Открыт 29 мая 2008 года.
- Часовня Серафима Саровского. Построена в 1995—1996 году.
- Хабаровская телебашня — антенна типа 3803 KM. Установлена в 1967 году.